# Programma Mars
Il Programma Mars è costituito da una serie di lander e orbiter lanciati dall'Unione Sovietica verso Marte all'inizio degli anni '70.

## Mars 1

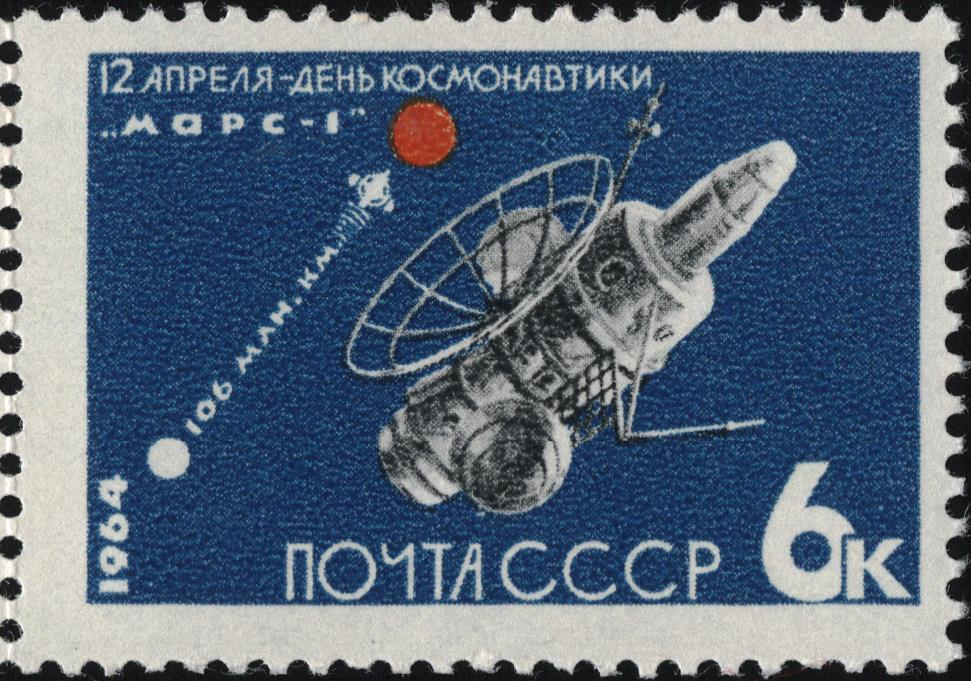
Francobollo dedicato a Mars 1

Mars 1 venne lanciata il 1º novembre del 1962 ma non riuscì ad inserirsi in rotta verso Marte. Nello stesso periodo, tra la fine di ottobre e l'inizio di novembre vennero effettuati altri due lanci delle sonde sovietiche denominate Mars 1962A e Mars 1962B, identiche o comunque molto simili, che fallirono il lancio e non riuscirono a lasciare l'orbita terrestre.
Le sonde successive, da Mars 2 a Mars 7 furono riprogettate e con il loro peso di 5 tonnellate richiesero per il lancio i razzi Proton. Il progetto prevedeva l'invio su Marte di un orbiter e di un lander. L'orbiter era simile a quello impiegato nelle ultime missioni Venera inviate verso il pianeta Venere. Il progetto dell'orbiter fu probabilmente realizzato in fretta e a quell'epoca si rivelò immaturo, considerando che divenne molto affidabile solo dopo il 1975, nella variante impiegata nelle sonde Venera.
Questi problemi di affidabilità erano comuni in molti componenti spaziali sovietici tra la fine degli anni '60 e l'inizio degli anni '70 e furono generalmente corretti con una politica di consolidamento (o "debug") dei progetti esistenti invece di introdurne di nuovi, che fu implementata a metà degli anni '70.

## Mars 2 e 3

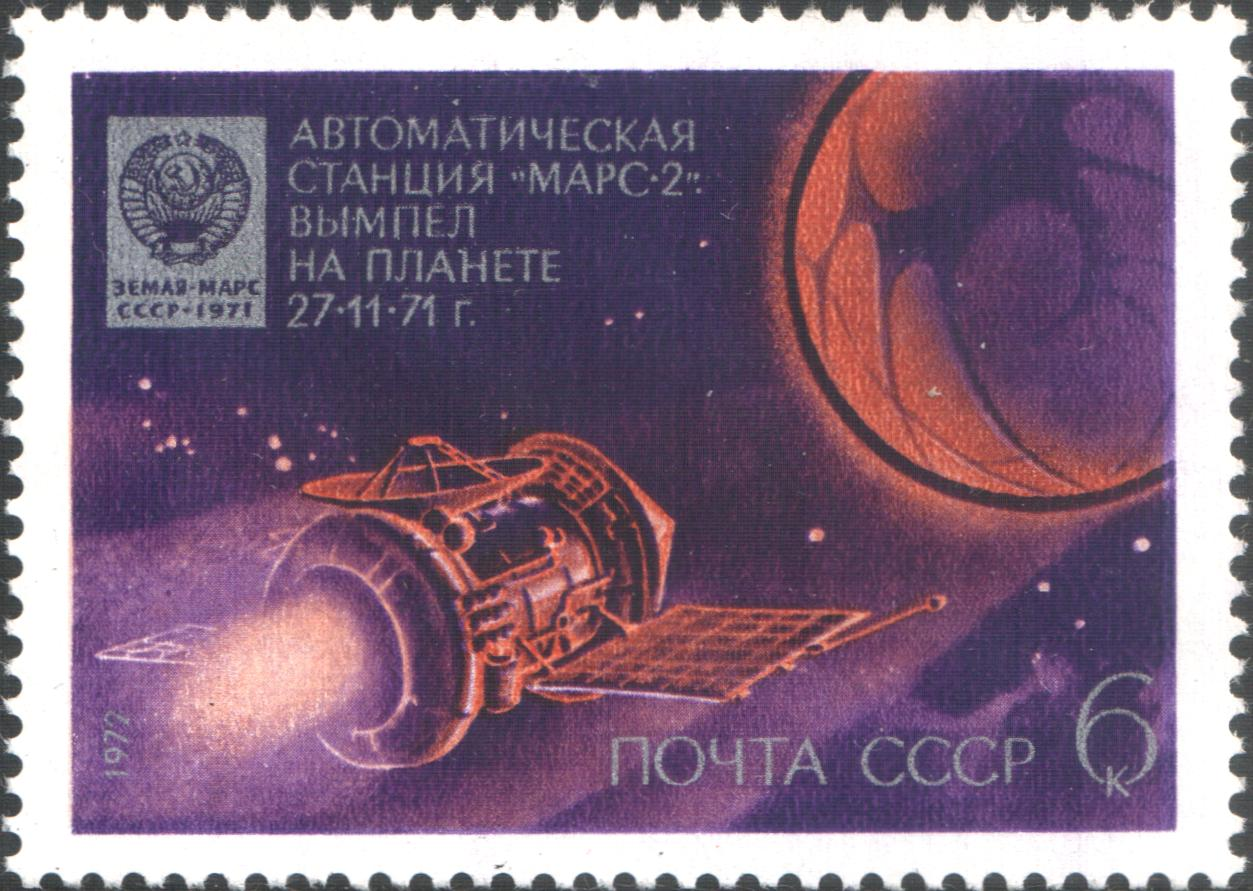
Francobollo dedicato a Mars 2

Mars 2 e Mars 3 erano sonde identiche, entrambe composte da un orbiter e un lander lanciate il 19 e il 28 maggio 1971. Esse furono i primi artefatti umani a toccare la superficie di Marte. Gli obiettivi scientifici primari dell'orbiter consistevano in:
- riprendere di immagini della superficie e delle nubi del pianeta
- determinare la temperatura e misurare le caratteristiche dell'atmosfera
- studiare la topografia, la composizione e le proprietà fisiche della superficie
- monitorare il vento solare e il campo magnetico marziano e interplanetario.

Inoltre era previsto che fungessero come dei ripetitori di telecomunicazioni per l'invio di segnali dai lander verso la Terra. 
Queste sonde vennero lanciate dal Tjažëlyj Sputnik. Le missioni terminarono il 22 agosto 1972, dopo 362 orbite completate da Mars 2 e 20 orbite da Mars 3.

### Orbiter
Gli orbiter inviarono una grande quantità di dati nel periodo dal dicembre 1971 al marzo 1972, anche se le trasmissioni continuarono fino ad agosto. Le fotografie inviate a Terra dalle sonde (60 in tutto) e i dati rivelarono che sul pianeta erano presenti montagne alte fino a 22 km, idrogeno e ossigeno atomico nell'atmosfera superiore, temperature superficiali che variavano da -110 °C a 13 °C, pressione superficiale compresa tra 5,5 e 6 mbar (da 55 a 60 kPa), vapore acqueo in concentrazioni 5000 volte inferiori a quelle presenti nell'atmosfera terrestre, una ionosfera a partire da una altezza tra 80 e 110 km e granelli provenienti da tempeste di sabbia presenti ad una altezza di 7 km. Le immagini e i dati permisero di creare mappe dei rilievi della superficie e fornirono informazioni sulla gravità marziana e i campi magnetici.

### Lander
Il modulo di discesa era composto da una capsula di discesa sferica di 1,2 metri di diametro, uno scudo conico per l'aerofrenaggio di 2,9 metri di diametro, un sistema di paracadute e i retrorazzi.
La massa era di 1210 kg, di cui 358 kg per la capsula. Il controllo di assetto era fornito da un sistema automatico di controllo costituito da micro motori e contenitori di azoto pressurizzato. Quattro motori erano montati sul bordo esterno del cono per controllare il beccheggio e la deriva. 
Nella sezione superiore del lander erano montati i paracadute principali e ausiliari, il motore per iniziare l'atterraggio e l'altimetro radar. Per l'assorbimento degli shock fu usato del polistirolo all'interno del modulo di discesa. La capsula aveva quattro petali triangolari che si sarebbero aperti dopo l'atterraggio per raddrizzare la sonda ed esporre la strumentazione.
Il lander era equipaggiato con due camere per una visione a 360° della superficie, uno spettrometro di massa per studiare la composizione atmosferica, sensori per il vento, la pressione, la temperatura e vari dispositivi per misurare le proprietà chimiche e meccaniche della superficie, tra cui un braccio meccanico per la ricerca di materiali organici e segni di vita.
Quattro antenne che sporgevano dalla sfera fornivano le comunicazioni con l'orbiter attraverso un sistema radio di bordo. L'equipaggiamento era alimentato da batterie caricate dall'orbiter prima della separazione. Il controllo della temperatura era mantenuto attraverso l'isolamento termico e un sistema di radiatori. La capsula di discesa fu sterilizzata prima del lancio per evitare di contaminare l'ambiente marziano.

### Prop-M Rover
Il lander conteneva anche un piccolo (4,5 kg) rover che si sarebbe dovuto muovere sulla superficie connesso con un cavo di 15 metri al lander. Per evitare gli ostacoli erano stati montate due piccole barre di metallo perché i segnali radio dalla Terra avrebbero impiegato troppo tempo per poter comandare il rover attraverso un controllo remoto. Il rover possedeva un penetrometro e un densimetro per le radiazioni.
Il rover doveva essere posato sulla superficie attraverso un braccio manipolatore, posizionato davanti alle telecamere, ed essere fermato per effettuare misurazioni ogni 1,5 metri. Sarebbero dovute essere registrate anche le tracce lasciate sul suolo per determinare le proprietà del materiale.
A causa dell'avaria ai lander, il rover non venne utilizzato.

#### Mars 2
Il motore dell'orbiter effettuò una accensione per inserire la sonda in un'orbita di 1380 x 24940 km con periodo di 18 ore attorno a Marte con una inclinazione di 48,9°. Gli strumenti scientifici vennero attivati in prossimità del periasse.
Il modulo di discesa di Mars 2 si separò dall'orbiter il 27 novembre 1971 circa 4,5 ore prima di raggiungere Marte. Dopo l'ingresso nell'atmosfera ad una velocità di circa 6 km/s, il sistema di discesa del modulo ebbe un malfunzionamento, forse a causa dell'angolo di ingresso troppo ripido. La sequenza di discesa non venne compiuta come previsto e il paracadute non si aprì. Il lander si schiantò sulla superficie alle coordinate 4°N 47°W. Mars 2 fu il primo artefatto umano a raggiungere Marte.

#### Mars 3
Il modulo di discesa di Mars 3 venne sganciato il 2 dicembre 1971 circa 4 ore e 35 minuti prima di raggiungere il pianeta. La velocità di ingresso nell'atmosfera fu di circa 5,7 km/s. Attraverso l'aerofrenaggio, i paracadute e i retrorazzi, il lander effettuò un atterraggio morbido sulla superficie di Marte alle coordinate 45° S 158°W ed iniziò le operazioni. 
Dopo 14 secondi, alle 13:52:25, le trasmissioni di entrambi i canali dati terminarono per cause sconosciute e non venne ricevuto nessun altro segnale a terra dalla superficie marziana. Non è noto se l'avaria ebbe origine nel lander o nel sistema di comunicazioni dell'orbiter. Una immagine panoramica parziale inviata non mostrò dettagli e una scarsa illuminazione di circa 50 lux. È possibile che sia stata causata da una tempesta di sabbia molto intensa che provocò un effetto corona danneggiando il sistema di telecomunicazione. La tempesta di sabbia potrebbe anche spiegare la bassa luminosità.
Successivamente gli americani ipotizzarono che in realtà l'atterraggio dolce non sia avvenuto, e che i russi lo avessero annunciato per coprire il fallimento della missione Mars 3; il frammento di immagine pubblicato dai russi non fornisce alcun dettaglio e in tempi recenti l'agenzia spaziale russa ha smentito l'atterraggio morbido.

## Mars 4, 5, 6 e 7
Sono un gruppo di sonde sovietiche lanciate verso Marte tra luglio e agosto 1973. Mars 4 e Mars 5 erano state progettate per orbitare attorno al pianeta e inviare informazioni sulla composizione, struttura e proprietà dell'atmosfera e della superficie. Inoltre fungevano come nodo di telecomunicazione per i lander delle sonde Mars 6 e Mars 7. Vennero lanciate dalla Terra con un vettore Proton SL-12/D-1-e.
La finestra di lancio per il pianeta rosso del 1973 era inefficiente, quindi il vettore non era in grado di inviare tutti i componenti della missione, come invece era stato possibile fare nel 1971. Per questo motivo, la missione venne suddivisa in quattro veicoli separati e più leggeri: due orbiter senza lander e due orbiter con lander ma senza carburante. Lo scopo politico di questa missione fu di battere il Viking statunitense (previsto per il 1975) in modo da essere la prima sonda ad effettuare un atterraggio morbido sul pianeta.

### Mars 4
Mars 4 raggiunse Marte il 10 febbraio 1974. A causa di un problema un chip subì un malfunzionamento durante il viaggio verso il pianeta, e non si accesero i retrorazzi che avrebbero dovuto rallentare la sonda per inserirla nell'orbita. Mars 4 entrò in orbita, passando accanto a Marte ad una distanza di 2200 km, inviando una serie di immagini e alcuni dati sull'occultazione radio che costituirono il primo rilevamento della ionosfera marziana nel lato non illuminato. Dopo il sorvolo ravvicinato continuò ad inviare dati.

### Mars 5
Mars 5 raggiunse Marte il 12 febbraio 1974, inserendosi in un'orbita ellittica di 1755 x 32555 km con periodo di 24h 53m e inclinazione di 35,5°. Sincronizzato con la rotazione del pianeta, riprese 12 immagini durante ogni avvicinamento. La camera "Vega" utilizzava delle lenti da 52 mm con filtri, mentre la camera "Zulfar" possedeva lenti telescopiche da 350 mm. Le immagini vennero trasmesse velocemente a 220 linee, e alcune di esse vennero selezionate per essere ritrasmesse ad una risoluzione maggiore di 880 o 1760 linee..
In totale vennero raccolti dati durante ventidue orbite prima di una perdita di pressione che pose fine alla missione. Vennero inviate circa sessanta immagini durante nove giorni che mostravano delle aree a sud della Valles Marineris.

### Mars 6
Mars 6 venne portato con successo nell'orbita terrestre da un vettore Proton SL-12/D-1-e e in seguito lanciato in rotta di trasferimento verso Marte. Raggiunse il pianeta il 12 marzo 1974, e il modulo di discesa si separò ed entrò nell'atmosfera alle 09:05:53 UT ad una velocità di 5,6 km/s. Il paracadute si aprì alle 09:08:32 UT dopo che il modulo rallentò a 600 m/s tramite l'aerofrenata. In questo periodo la sonda raccolse dati che vennero inviati per essere ritrasmessi immediatamente a Terra. Il contatto con il lander fu perso alle 09:11:05 UT, in prossimità della superficie, probabilmente quando si accesero i retrorazzi o quando colpì la superficie. Il modulo trasmise 224 secondi di dati prima della perdita delle trasmissioni, tra cui i primi dati inviati dall'atmosfera marziana. Sfortunatamente, a causa di un problema ad un chip, la maggior parte dei dati fu illeggibile. La zona di atterraggio è situata nella regione di Margaritifer Terra, alle coordinate 23.90° S, 19.42° W.

### Mars 7
Mars 7 venne portato con successo nell'orbita terrestre da un vettore Proton SL-12/D-1-e e in seguito lanciato in rotta di trasferimento verso Marte. Raggiunse il pianeta il 9 marzo 1974, ma a causa di un problema nei sistemi di bordo (nel controllo d'assetto o nei retrorazzi) la sonda di discesa venne separata prematuramente e mancò il pianeta di 1300 km. Questo malfunzionamento venne causato probabilmente da un errore in un chip. 
La zona di atterraggio del modulo è situata alle coordinate 50° S 28° O.